# 呂思勉
呂思勉（1884年2月27日—1957年10月9日），字誠之，筆名駑牛、程芸、芸等:前言1。江蘇省常州府陽湖縣（今常州市）人。華東師範大學歷史系教授，被錢穆弟子严耕望视作「现代四大史学家」之一（另：錢穆、陳垣、陳寅恪）。华东师范大学为纪念史学家吕思勉而创立了“思勉原创奖”和思勉人文高等研究院。
中国最早的侦探小说《中国女侦探》（内含《血帕》、《白玉环》、《枯井石》三短篇），经考证为吕思勉参与小说界革命时所作，署名吕侠。日本《新青年》杂志1935年夏季增刊号有刊载《血帕》（日译《绝命血书》）。
其评价两极化较为明显，一方认为其史学水平颇高，对此领域贡献很大。另一方认为其对历史分析不全面，对很多基本历史事件的观点是错误的，主要是由于其在文章和作品中对秦桧进行洗白和对不少著名历史人物的片面或错误评价引起争论。

## 生平
光绪十年（1884年）二月初一，吕思勉生于江苏常州十子街的吕氏祖居:前言1。吕思勉出生於書香世家，幼年系统阅读经学、史学、小学、文学等各种文史典籍，15歲入縣學，23岁後专治史学，1905年起开始从事文史教育和研究工作，先后在常州私立溪山小学堂（1905年-1906年）、苏州东吴大学（1907年）、常州府中学堂（1907年－1909年）、南通国文专修科（1910年－1911年）、上海私立甲种商业学校（1911年－1914年）等学校任教:前言1。1914年至1919年，先后在上海中华书局、上海商务印书馆任编辑，後又於瀋陽高等師範學校（1920年—1922年）、江苏省立第一师范学校（1923年－1925年，即现上海市上海中学）、上海沪江大学（1925年－1926年）、上海光华大学（1926年-1951年）任教:前言1。1951年上海光华大学院系调整并入华东师范大学，呂思勉进入华东师范大学历史系任教，被評為歷史學一級教授:前言1-2。1955年因病不再執教。1957年10月9日（农历八月十六），呂思勉於華東醫院病逝:前言1。呂思勉肺氣腫與心臟病併發，深夜搶救無效，享年74歲。10月13日，於上海萬國殯儀館舉行公祭大會。呂思勉夫婦靈柩安葬在上海虹橋路萬國公墓。墓穴毀於1966年文化大革命中。
呂思勉在常州府中学堂教书时，为历史学家钱穆业师。钱穆《师友杂忆》言：
“当时常州府中学堂诸师长尤为余毕生难忘者，有吕思勉诚之师。…… 一九四一年夏，余由苏州重返后方。抗战胜利后，再返苏州，在无锡江南大学任职，曾赴常州，谒诚之师。师领余去访常州府中学堂旧址。民国后改为常州第五中学。门墙依稀如旧，校中建筑全非。师一一指示，此为旧日何处，均难想象。临时邀集学生在校者愈百人，集旷厂，诚之师命余作一番演讲。余告诸生，此学校四十年前一老师长，带领其四十年前一老学生，命其在此讲演。房屋建筑物质方面已大变，而人事方面，四十年前一对老师生，则情绪如昨，照样在诸君之目前。此诚在学校历史上一稀遘难遇之盛事。今日此一四十年前老学生之讲辞，乃求不啻如其四十年前老师长之口中吐出。今日余之讲辞，深望在场四十年后之新学生记取，亦渴望在旁四十年之老师长教正。学校百年树人，其精神即在此。”
1926年，吕先生受好友光华大学钱基博先生邀请，入光华大学教书，直至去世。黄永年回忆吕思勉的文章中说：“胡适想请他到北京大学去，但吕先生拒绝了，理由是光华的文学院长钱子泉（基博）先生是我多年的老朋友，我离开光华大学等于拆他的台，我不能这么做。”

## 评价和成就
史家严耕望于《治史答问》言：“论方面广阔，述作宏富，且能深入为文者，我常推重吕思勉（诚之）先生、陈垣（援庵）先生、陈寅恪先生与钱穆（宾四）先生为前辈史学四大家。”并谓吕思勉为“通贯的断代史家”。
吕思勉注重排比史料，分类札记，长于综合研究和融会贯通，又广泛阅读新出报刊和从西方引进的新文化、新思想和研究方法。写书时，经常证据罗列，然后给出一些暗示；证据不足时，却不强说出结论，而是留待来者。吕思勉相信仔细读古书是可以一定程度的挖掘真相的。在《白话本国史》一书中吕思勉罗列了商朝的帝系谱，并在未见到考古资料的情况下做按语道:“以上商朝的帝系谱，是据的《国语》：‘玄王勤商，十有四世而兴。帝甲乱之，七世而陨’，又姜氏告公子重耳，‘商之享国三十一王’。《大戴礼·保傅篇》：‘殷为天子，三十余世，而周受之。’《少閒篇》：‘成湯卒崩，殷德小破，二十有二世，乃有武丁即位。……武丁卒崩，殷德大破，九世，乃有末孫紂即位。’都和《史记》世数相合。又《书经·无逸篇》述殷中宗高宗祖甲诸君享国的年数，似乎也还确实。”此按语的结论是《史记·殷本纪》的记载非常可靠。后来，这一论断为考古出土文物证实。（王國維根據殷墟卜辭資料考證殷商先王先公名號，排出一個較爲可靠的世系，殷商先王從湯至紂，正好也是三十一位；上博楚简《容成氏》簡42也言“湯王天下三十又一世而紂作”）由此一事件可见吕思勉治学之方法以及古书本身有独立于考古文物的重要价值。
吕思勉读书极勤，世传他把二十四史从头到尾读过三遍。由于他写书有时只列举证据，不写结论，也有人批评他写书有抄书之嫌。
在《历史研究法》一书中，吕思勉曾言：“学历史不是为了可以做前车之鉴。我们从历史得到的是分析问题的能力。其实略加思考，任何事物，所以如此，莫不有很深远的原因在内；深求其故，无不可以追溯至极远之世的。”此可作为他对历史研究之态度。

## 主要著述和出版物

### 通史
- 《白話本國史》（1923）
- 《吕著中国通史》（上册1940年，下册1944年）

### 断代史
- 《先秦史》（1941）
- 《秦汉史》（1947）
- 《两晋南北朝史》（1948）
- 《隋唐五代史》（1959）

### 近代史
- 《吕著中国近代史》（1997）

### 专史
- 《理学纲要》（1931）
- 《宋代文学》（1931）
- 《先秦学术概论》（1933）
- 《中国民族史》（1934）
- 《中国制度史》（1985）
- 《中国社会史》（2007）（本书包含《中国制度史》的全部内容，《中国制度史》出版时，删去了《中国社会史》中的《阶级》章以及其他一些内容，因此是个不全的版本）
- 《文字学四种》（1985）
- 《吕著史学与史籍》（2002）
- 《经子解题》（1926）

### 史学论文札记
- 《史学四种》（1981）[6]
- 《吕思勉读史札记》（1982）
- 《论学集林》（1987）
- 《吕思勉遗文集》（1997）
- 《史學與史籍七種：歷史研究法與中國史籍讀法》[7]

### 文史通俗读物
- 《三国史话》（1943）
- 《历史研究法》（1945）

## 延伸閱讀
- 關詩珮：〈吕思勉《小说丛话》对太田善男《文学概论》的吸入（页面存档备份，存于）〉.